# Nîmes Olympique 2018-2019
Questa voce raccoglie le informazioni riguardanti il Nîmes Olympique nelle competizioni ufficiali della stagione 2018-2019. 

## Rosa
| N. |                    | Ruolo | Calciatore             |
| -- | ------------------ | ----- | ---------------------- |
| 1  | Francia (bandiera) | P     | Baptiste Valette       |
| 2  | Senegal (bandiera) | C     | Mustapha Diallo        |
| 5  | Francia (bandiera) | D     | Loïck Landre           |
| 7  | Marocco (bandiera) | A     | Rachid Alioui          |
| 8  | Francia (bandiera) | C     | Pierrick Valdivia      |
| 9  | Francia (bandiera) | A     | Clément Depres         |
| 10 | Gabon (bandiera)   | C     | Denis Bouanga          |
| 11 | Francia (bandiera) | C     | Téji Savanier          |
| 14 | Francia (bandiera) | C     | Antonin Bobichon       |
| 15 | Francia (bandiera) | D     | Gaëtan Paquiez         |
| 16 | Francia (bandiera) | P     | Martin Sourzac         |
| 17 | Grecia (bandiera)  | A     | Panagiōtīs Vlachodīmos |
| 18 | Francia (bandiera) | C     | Theo Valls             |

| N. |                           | Ruolo | Calciatore         |
| -- | ------------------------- | ----- | ------------------ |
| 19 | Turchia (bandiera)        | A     | Umut Bozok         |
| 20 | Francia (bandiera)        | A     | Renaud Ripart      |
| 21 | Algeria (bandiera)        | D     | Féthi Harek        |
| 22 | Francia (bandiera)        | A     | Sada Thioub        |
| 23 | Francia (bandiera)        | D     | Anthony Briançon   |
| 24 | Marocco (bandiera)        | A     | Sami Ben Amar      |
| 25 | Belgio (bandiera)         | A     | Baptiste Guillaume |
| 26 | Francia (bandiera)        | D     | Florian Miguel     |
| 27 | Costa d'Avorio (bandiera) | D     | Hervé Lybohy       |
| 28 | Marocco (bandiera)        | C     | Abdel Hsissane     |
| 29 | Francia (bandiera)        | D     | Sofiane Alakouch   |
| 30 | Francia (bandiera)        | P     | Paul Bernardoni    |
|    | Francia (bandiera)        | C     | Faitout Maouassa   |